# 傅氏凤尾蕨
傅氏鳳尾蕨（学名：Pteris fauriei），又名金釵鳳尾蕨，为凤尾蕨科凤尾蕨属下的一个种。傅氏鳳尾蕨學名中的種小名 fauriei，是以法國傳教士暨植物採集家佛里（Urbain Jean Faurie）的姓氏締造，以頌揚他在東亞地區的多年植物採集成果。

## 形態
根莖短，斜升，覆有紅褐色鱗片。葉柄長30-40公分，禾稈色至褐色，光滑無毛。葉身廣卵形或長橢圓卵形，長度可達50公分，寬20-25公分，二回羽狀深裂或複葉，光滑無毛；側羽片3-9對，最下一對羽片之基部下側有1-3枚較長且羽狀深裂的小羽片。孢子囊群線形，位於裂片的邊緣，被由葉緣反捲的假孢膜覆蓋。

## 分布與生育地
分布於日本、琉球群島、臺灣、中國及中南半島。生長於全日照的海濱礁石上或近海的山坡上，在內陸山區遮蔭的森林內也可發現。

## 分類
在臺灣傅氏鳳尾蕨已被證實存在兩個種下分類群（變種），包括二倍體的海邊型傅氏鳳尾蕨，以及三倍體的山上型傅氏鳳尾蕨，推測三倍體的傅氏鳳尾蕨應是由二倍體傅氏鳳尾蕨自體多倍體化形成而來。

#### 1. 傅氏鳳尾蕨（承名變種）
學名：Pteris fauriei var. fauriei
山上型的傅氏鳳尾蕨，生長於內陸山區遮蔭森林下，體型較大、葉身長橢圓形，質地較薄，葉表面不具明顯光澤。配子體僅具藏精器，行無配生殖，幼孢子體（由配子體長出的第一片葉）為三叉狀，裂片具中肋。每個孢子囊內具32顆孢子。三倍體，染色體數目2N=87。

#### 2. 小傅氏鳳尾蕨（海濱傅氏鳳尾蕨）
學名：Pteris fauriei var. minor Hieron.
海邊型的傅氏鳳尾蕨，生長於全日照的海濱礁岩上或海濱山坡上的開闊地及草生地，體型矮小，葉片輪廓近卵圓形，質地較厚，表面有明顯亮澤。配子體具藏精器及藏卵器，行有性生殖。幼孢子體（由配子體長出的第一片葉）為二叉形，無中肋。每個孢子囊內具64顆孢子。二倍體，染色體數目2N=58。

## 扩展阅读
- 維基物種上的相關：傅氏凤尾蕨